# 哈伯曼湖

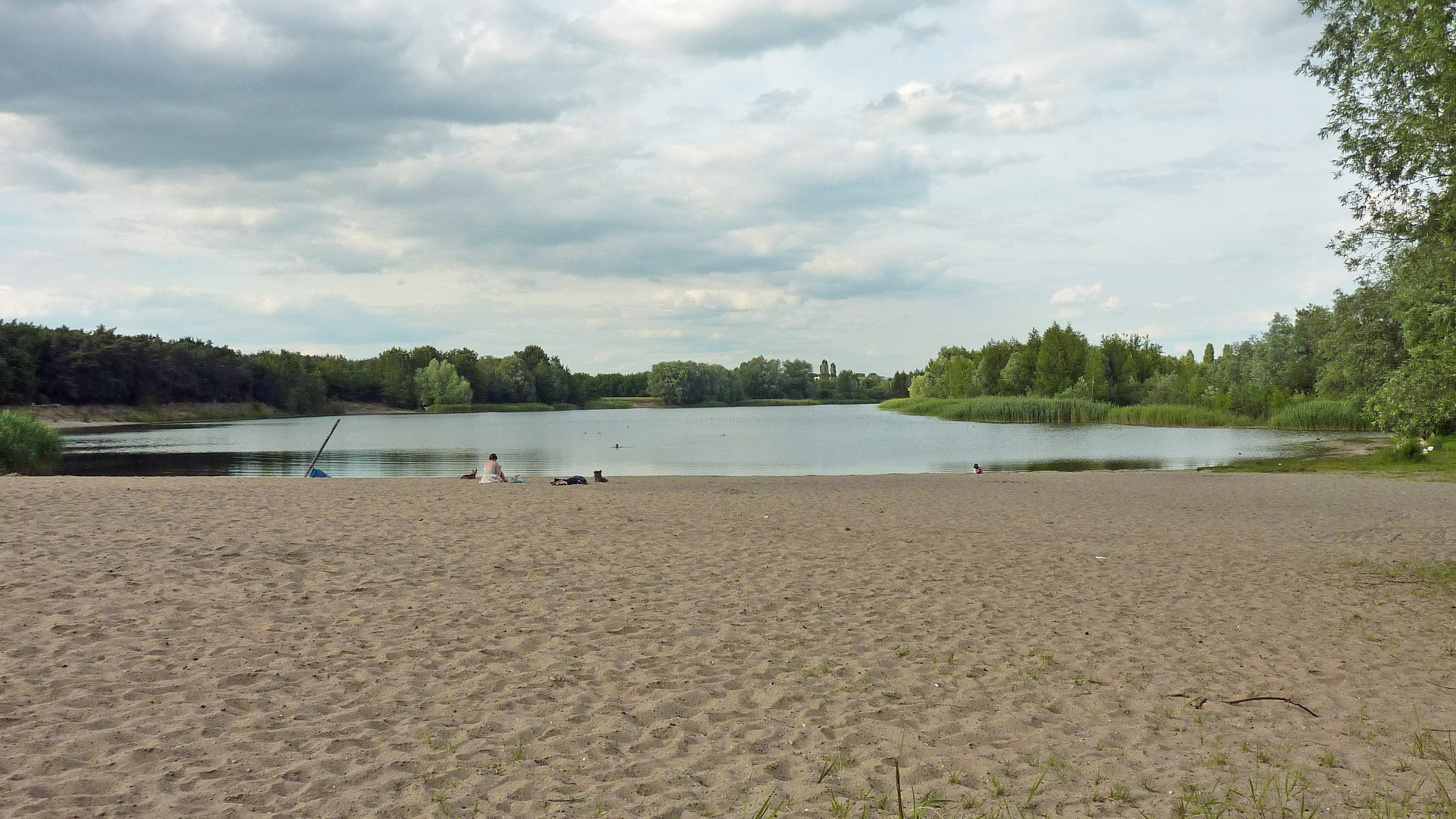

52°29′35″N 13°35′39″E / 52.493158°N 13.594112°E
哈伯曼湖（德語：Habermannsee），是德國的湖泊，位於該國首都柏林，由馬爾燦-黑勒斯多夫行政區負責管轄，長0.6公里、寬0.4公里，該湖有歐洲鰻鱺、白斑狗魚和湖擬鯉棲息。